# パタリロ西遊記!
『パタリロ西遊記!』（パタリロさいゆうき）は、魔夜峰央の漫画である。白泉社の『月刊メロディ』に連載された。

## 概要
『パタリロ!』のキャラクターを借用し、オリジナルの物語を展開したスピンオフ作品。中国の古典伝奇小説である『西遊記』を大胆に翻案した作品で、伝奇要素とSF要素が入り混じった痛快活劇となっている。孫悟空（パタリロ）を主役に、三蔵法師（マライヒ）を準主役に描いている。単行本は花とゆめコミックスから本編全8巻と外伝1冊の計9冊が出版された。白泉社文庫にも外伝を含んだ全5巻で収録されている。後にアニメ化され、キッズステーションで放送されたほか、舞台化もされた。また、『パタリロ西遊記!』のオリジナルキャラクターを『パタリロ!』本編に登場させた番外編『パタリロ!外伝』も描かれている。（単行本『パタリロ西遊記!外伝』に併録）

## 登場人物
アニメ版に登場したキャラクターは、声優も併せて記述している。
孫悟空
声 - 甲斐田ゆき
キャラクターのモデルはパタリロ。
三蔵法師一行のひとりで猿の仙人。斉天大聖の号を持つ。金剛石の卵から生まれた神仙であり、「石猿」とも呼ばれている。
生まれてからしばらくは天上界や冥界を巻き込んで欲望にまかせて大暴れしていたが、天竺の釈迦牟尼尊者によって捕らえられ、五行山の下に封じられた。500年後、天竺への取経の旅に向かう三蔵法師（マライヒ）の弟子になることを認められ、解放されて取経の旅のお供となる。
大仙人の須菩提禅師の元で仙術を学んだことがあるため、觔斗雲の術や変化の術など108もの術をマスターしており、自分の毛をむしってそこから自分の分身を生み出す「身外身の術」は須菩提禅師オリジナルの術であまり世に知られてはいない得意技。如意棒を使った格闘戦も得意で、取経の旅ではその高い戦闘力を活かして仲間の猪八戒、沙悟浄とともに三蔵を守っている。
性格は本編のパタリロとあまり変わらないように描かれているが、石から生まれたという天涯孤独な立場から、血筋による身分や家柄を鼻に掛けた人物は大嫌い。旅をするという物語の都合上、金儲けが好きという側面はほとんど強調されないが、拾ったお金（当然小銭）への執着心は本編と同等。また、本編のように趣味を嗜む暇が無いためか、食い意地が張っている。ギャグ好きという性格は本編以上に強調されていて、どんなピンチになってもユーモアの心を忘れないというトリックスター的なキャラクターともなっている。だが、それゆえに1人で苦労して事件を解決しても「どこかで遊んでいた」と思われていて、三蔵以外は信じてくれない。
三蔵法師とは出合った当初は険悪なムードが漂う関係であったが、旅を続けていくうちに深い信頼の絆で結ばれるようになる。これは本編のパタリロとマライヒの関係とは全く異なる。
三蔵法師
声 - 高木礼子
キャラクターのモデルはマライヒ。
大唐国の玄宗皇帝から天竺へ取経の旅を命じられた僧侶。三蔵は玄宗より送られた号であり本名は玄奘。（モデルがマライヒということもあって）有髪の僧だが、これは「わずかなお金も貧しい者を救うために使っており、頭髪を剃った際（肌荒れを防ぐため）に塗る香油さえ買えないため」と説明づけられている。
強い信仰心を持つ慈悲深い少年で、本編のマライヒのような魔性の少年らしさは皆無。孫悟空、猪八戒、沙悟浄の三人の弟子に対しては深い愛情を持って接している。お人よしで困った人は見過ごせず、それゆえにトラブルに巻き込まれることも多々ある。護身術として少林寺にて学んだという拳法をたしなんでいるが、実力は常識の範疇。人間相手の護身が精一杯で妖怪相手では刃が立たず、旅の途中での荒事のほとんどは弟子によって片付けられているため、彼が戦うことは少ない。その代わり、優れた推理力を有しており、謎解きが必要な場面では名探偵さながらの活躍を見せることもある。
天竺の十六羅漢の一人、盤古羅漢（バンコラン）に対しては敬愛以上の感情を抱いており本人もとまどっている。三蔵としての穏やかな性格からか、本編のマライヒのようにバンコランの恋人であることを強く主張することはしない。しかし、その嫉妬の際の怒りは本編とも引けをとらない。
前世は釈迦牟尼尊者の二番目の弟子であった金禅老師。偉大な聖者の生まれ変わりということで、多くの妖怪たちが「三蔵を食らえば寿命は千年は延びる」と信じており、取経の旅では妖怪たちに常に狙われている。
猪八戒
声 - 松本吉朗(舞台版でも担当)
原典の西遊記からの登場キャラクター。パタリロ本編からのモデルはもたない。
三蔵法師一行のひとりで、前世は天上水軍天蓬元帥。悟空を封じた祝いの宴において天帝相手にゲロを吐くという大失態を冒し、その罪で地上に転生させられるが誤って豚の子として誕生、その絶望感で荒みきった生活を送るも、盤古羅漢の説得で三蔵の弟子となり贖罪することを決意する。外見は登場初期は豚と人間の合いの子のような醜い姿であったが、旅の途中で豚足を食べたショックで、黒髪の美青年という天蓬元帥としての元の姿に戻る。ちなみに悟空とは違い変化の術が苦手で、水棲生物なら何とかなるが人間に化けるとピカソの抽象画みたいになってしまう。
若くして元帥の座に登りつめた実力派武将だが、女性関係ではプレイボーイであり、ほとんど色情狂に近く（男色家でないにもかかわらず、禁欲の果てに女顔の三蔵に欲情した事がある）、下ネタ系（悟空が未成熟と言うのもあるが）のジョークは彼が発する。豚から本来の美形に戻ってからも、女とみれば我が身をも忘れて夢中になり、トラブルを招くこともしばしば。
兄弟子の悟空とは低い次元で気が合い、子供っぽい戯言や掛け合い漫才を演ずることも度々どころではない。
三蔵を狙う妖怪との戦闘においては、水軍指揮官らしく水術を用いた戦法を得意とし、自らも水と一体化できる。
『パタリロ!外伝』にも客家（ハッカ）＝イー名義で登場している。
沙悟浄
声 - 小山力也
原典の西遊記からの登場キャラクター。パタリロ本編からのモデルはもたない。
三蔵法師一行のひとりで、天上軍捲簾大将がその正体。天帝から賜った宝物を誤って壊してしまった事を不忠として恥じ、自ら地上の河で謹慎していたところを三蔵にめぐり会い、弟子となった。外見は渋い美中年として描かれている。
きわめて有能な軍師かつ闘将。三蔵の身をつねに案ずる忠実な弟子でもあるが、いささか朴念仁で冗談が通じない性格であり、兄弟子の悟空（パタリロ）におちょくられることも日常茶飯事。また、一行の中では最年長であるため、その事をネタにからかわれることもしばしば。その代り不真面目な態度には言葉の前に拳が出るタイプ。現実的な対処・判断力に長け、目的のために融通が利く。また、理想主義に偏り綺麗事を説く三蔵の説得に当たる。催眠術を得意とする。
女性関係には疎く、若い頃月の女神の令嬢と交わした淡い恋（原作『西遊記』に於いては、月神嫦娥と情を通じるのは八戒の行動であり、彼が地上に落とされた原因である）を最後に、以後独身を貫く。
戦闘にあたっては、八戒が水術を使うように土を己に従わせる戦法を常とする。
『パタリロ!外伝』にもサ＝ゴジョー子爵名義で登場している。
盤古羅漢（ばんこらかん）
声 - 子安武人
キャラクターのモデルはバンコラン。原典の西遊記には登場しないキャラクター。
釈迦牟尼尊者の弟子である十六羅漢の一人。天竺の安全を守るためのイリーガルな任務につくことが多く、作中では「天竺情報部のエージェント」などと評価されており、モデルであるバンコランとほぼ同じ立ち位置である。
性格はバンコランと同じくプレイボーイの男色家。本編と違い、愛人たちで横の繋がりが多いため、無責任に広げた風呂敷を畳まない部分がある。取経の旅に向かう三蔵を影からサポートするが、その三蔵自体に手を出している。天上界の那吒三太子とも愛人関係。本編と同じく美少年を虜にする眼力が使用でき、敵であった紅孩児を自分に惚れさせ仏道に帰依させている。
三蔵の前世である金禅老師は生前は盤古羅漢の師匠であり、また二人は師弟を超えた愛人関係にもあった。盤古羅漢の「盤古」の名は金禅老師から与えられたもので、原初の巨人の名にあやかっている。
飛雄糸（ひゅーいっと）
キャラクターのモデルはヒューイット。原典の西遊記には登場しないキャラクター。
釈迦牟尼尊者の弟子である十六羅漢の一人。高熱と冷気を操る神通力を持ち、高温は千三百度から低温は零下八十度まで自在に操ることができる。孫悟空をして「燃やすだけ冷やすだけという術者はいるが、双方向に熱術を駆使する人は初めて見た」と言わしめるほど術には長けている。子供の頃に童女観音（幼き顔の聖処女）の弟子になった影響で本編と同じくロリコンになってしまっている。その悪癖ゆえに、幼女に化けた悟空の顔を舐め回すという正常な神経では耐えられない行動にも及んだ。
オリジナルキャラクターである同僚の羅漢酒切（らかんしゅきる）と行動を共にすることが多く、彼に隠れて影が薄くなっているきらいがある。
羅漢野風（らかんやふう）
完全なオリジナルキャラクターで、原典の西遊記にもパタリロ本編にも登場しない。
十六羅漢の一人。小柄で、マッシュルームカットの髪から飛び出た2本の触角状の毛がトレードマーク。
盤古らのように戦闘には滅多に加わらず、もっぱら作戦を担当する。野を渡る風に混じった虫や小鳥のお喋りから有用な情報を検索する、「検索円陣野風の術」を得意としている。つねにくだけた口調で話すが、貴重な戦力となることは沙悟浄らも認めるところであり、火焔山攻略の際は大きな働きを見せた。
特殊な民族出身であるのか、家族親戚はおろか恋人まで彼に瓜二つである。
哪吒三太子（なたさんたいし）
声 - 立野香菜子
原典の西遊記からの登場キャラクター。パタリロ本編からのモデルはもたない。（吒の字は口へんに託の右側：U+5412）
托塔李天王の息子で帝釈天の姪孫。天上界ではプリンスと呼ばれ、知勇に優れた美少年として将来への期待がかけられている。盤古羅漢とは愛人関係。自分だけが彼の本当の恋人だと思っている。三蔵一行が強大な妖怪と戦うときは、盤古からの頼みで悟空たちと共に戦うこともある。
かつて孫悟空が天界で暴れたときに戦った経験があり、その時にだまし討ちされて敗北したため、悟空が三蔵の弟子になった後でも悟空とは犬猿の仲。また、優秀な一族と経歴から高飛車であるため悟空を見下していて反りが合わないが、有事の際は手を貸しており道理は弁えた一面がある。
釈迦牟尼尊者（しゃかむにそんじゃ）
声 - たてかべ和也
原典の西遊記からの登場キャラクター。パタリロ本編からのモデルはもたない。
天竺に住まう仏道の開祖。道教の世界である天上界にも顔が利く名士。500年前に暴れまわっていた孫悟空を封じ、仏道に帰依させた。
腐敗しつつある人間界の人々に大乗の教えを広めるため、観世音菩薩と大唐国の玄宗皇帝を通じて取経の旅に出る僧侶を選出。そうして選ばれたのが玄奘三蔵である。三蔵の取経の旅においては十六羅漢などを派遣してサポートすることもある。
宇宙原理を体現する存在ながら、「清濁併せ呑むのが仏流」という視点から、意外に俗っぽいところがあるような性格として描かれている。
初対面の悟空（パタリロ）に風貌を「パンチパーマ（螺髪のこと）のヤクザ風」と呼ばれた。
牛魔王（ぎゅうまおう）
原典の西遊記からの登場キャラクター。パタリロ本編からのモデルはもたない。
実力派の悪玉妖怪で、平天大聖の号を持つ。「牛魔党」と呼ばれる妖怪軍団の頭領。牛が変化した妖怪だが、人間形態の時は金離れが良い長安のお大尽を演じている。
牛魔党は人間社会に巧みにもぐりこみ裏から支配するという戦略を好み、人間たちの中にも彼らに協力する犯罪者などが多数いる。このことから、牛魔党は天竺から「妖怪マフィア」とも呼ばれている。そうした大規模な組織の長である牛魔王は、妻の羅刹女も手駒の一つぐらいにしか考えておらず、愛情は専ら情婦の玉面公主へと注いでいる。
三蔵一行とは直接の因縁はないが、天竺への旅の道程が牛魔王の縄張りと被るため、彼の配下の妖怪たちとのいざこざが絶えない。だが、彼の悪行の目的はむしろ他方にあり、真の仇敵である天竺や天上界へのカムフラージュとして三蔵らを付け狙わせていたのが真相だった。
紅孩児（こうがいじ）
原典の西遊記からの登場キャラクター。パタリロ本編からのモデルはもたない。
牛魔王と羅刹女の息子。裸でいるのが好きなセクシーな美少年。配下の妖怪たちを殺してその血肉から凶悪な合成モンスターを作り出していた。地元の少年たちをたぶらかして凶悪な盗賊団を作り、人参果を得るために道教の鎮元大仙を殺させたことから三蔵一行に退治される。この際、盤古羅漢の眼力によって彼に惚れてしまうというトラブルが起こるが、その結果、紅孩児は盤古の愛人となり仏道に帰依してしまった。以後、盤古の協力者となる。
三つ子の次男であり、兄に青孩児、弟に黄孩児がいる。黄孩児もまた女人国で重要な泉・落胎泉を支配して金銀を要求する如意真仙を名乗っていたが、旅の途中の三蔵一行とぶつかっている。その際に片腕を失うかたちで退けられ、それを嘆く羅刹女に自身の母であると再認識して蓄財に腐心していた自分を省みるようになる。青孩児はそんな兄弟に対して理解を示さなかったが、仏弟子となった二人に修行を付けられることとなる。
羅刹女（らせつにょ）
原典の西遊記からの登場キャラクター。パタリロ本編からのモデルはもたない。
牛魔王の妻。息子のうち紅孩児を奪われ、黄孩児が三蔵一行に負傷させられたことから、三蔵一行に深い恨みを燃やし、夫の配下である妖怪軍団を私的に用いて復讐を試みる。太古の魔神を復活させ三蔵一行を大いに苦しめたが、哪咤三太子や十六羅漢たちの協力を得た三蔵一行に撃退された。
羅刹女が持つ芭蕉扇は牛魔王の住処である火焔山を越えるための重要なアイテムだが、原典の西遊記とは全く異なる能力を持っている。
ミーちゃん
声 - 堀内賢雄
この物語の進行役を務める講談師で、ナレーションを担当する。アニメ版でのみ登場。キャラクターのモデルは漫画版の作者である魔夜峰央。
七曜の天女（しちよう の てんにょ）
『パタリロ西遊記!外伝』に登場した人物。星辰庁の長官で哪吒三太子の伯母にあたる。星の運行とそれによる運命力の影響に関しての権威であり「星の魔女」とも呼ばれている。
八戒が天界にいた頃に知り合って以来一方的に懸想しており、彼の気を惹くために庁に封印されていた星夷の一種「吸血寄生生物」を解き放ってしまう。自らが解決するマッチポンプを狙っていたが、あまりにも拡大した被害の大きさに愕然となり、最後には自身の命を持って星夷を殲滅するが、それによって毒ガスが発生し近隣の町に流れ出した。その際に閃いた発想で時を越えることに成功し、事件が起こる200年前に跳んだ悟空に説得されて、すべてを己の内に秘めて身を引いた。これによって事件そのものが起こらなかったことになり、知っているのは悟空と天女の2人だけとなった。

## 書誌情報
- 魔夜峰央『パタリロ西遊記!』 白泉社 〈花とゆめコミックス〉、全8巻+外伝1巻
  1. 2000年11月10日発行、ISBN 978-4-592-17561-2
  2. 2001年7月10日発行、ISBN 978-4-592-17562-9
  3. 2002年1月10日発行、ISBN 978-4-592-17563-6
  4. 2002年6月10日発行、ISBN 978-4-592-17564-3
  5. 2003年1月10日発行、ISBN 978-4-592-17565-0
  6. 2003年6月10日発行、ISBN 978-4-592-17566-7
  7. 2003年12月10日発行、ISBN 978-4-592-17567-4
  8. 2004年4月10日発行、ISBN 978-4-592-17568-1
- 『パタリロ西遊記!外伝』 2006年2月10日発行、ISBN 978-4-592-17899-6
- 魔夜峰央『パタリロ西遊記!』 白泉社 〈白泉社文庫〉、全5巻
  1. 2007年7月13日発売、ISBN 978-4-592-88481-1
  2. 2007年9月14日発売、ISBN 978-4-592-88482-8
  3. 2007年11月15日発売、ISBN 978-4-592-88483-5
  4. 2008年1月11日発売、ISBN 978-4-592-88484-2
  5. 2008年3月14日発売、ISBN 978-4-592-88485-9

## テレビアニメ
2005年にキッズステーションで放送。その後2006年年末にtvkで放送されたのを皮切りに、首都圏の独立UHF局でも放送された。テレ玉では『ひぐらしのなく頃に解』を2007年10月1日に第13話で打ち切り、差し替え番組として放送を行った。TOKYO MXでは本来、『君が主で執事が俺で』を放送する予定だったが諸事情により時間変更したことで2008年1月4日より放送となっている。
基本的には原作のエピソードを元に進行するが、全体の構成は独自のものになっており原作とエピソードの順番が前後したり、登場キャラクターが変更されている部分もある。キッズステーションでの初回放映時は15分枠で放映されたため、オープニング、エンディングを除くと一話の長さは10分に満たない。そのため、三話分で一つの物語が完結するような構成になっている。独立UHF局での放映の際には三話分をまとめて30分枠で放映している。なお、第27話はキッズステーションでの初回放映時は未放映だった。
スタッフ
- 原作 - 魔夜峰央
- 監督 - 前島健一
- シリーズ構成 - 末永光代
- キャラクターデザイン・総作画監督 - 鈴木伸一
- 美術監督 - 高橋麻穂
- 色彩設計 - 森嶌一美、田辺みどり
- 撮影監督 - 谷口直之
- 音楽 - 山原一浩
- 音響監督 - 高橋秀雄
- 音響効果 - 西村睦弘（フィズサウンド）
- プロデューサー - 笹木理加、加藤久、小野朝子
- アニメーション制作 - マジックバス
- 製作 - パタリロ西遊記!製作委員会

主題歌
オープニングテーマ「紫陽花アイ愛物語」
作詞 - 角田崇徳・斉藤未悠 / 作曲・編曲 - 角田崇徳 / 歌 - 美勇伝
エンディングテーマ「なんちゅう恋をやってるぅ YOU KNOW?」
作詞・作曲 - つんく / 編曲 - 平田祥一郎 / 歌 - Berryz工房
各話リスト
| 話数 | サブタイトル                                     | 脚本     | 絵コンテ       | 演出              | 作画監督 | 放送日         |
| ---- | ------------------------------------------------ | -------- | -------------- | ----------------- | -------- | -------------- |
| 1    | 悟空参上! 天竺への旅立ち 其の壱                  | 末永光代 | 前島健一       | 宮原秀二          | 小林勝利 | 2005年6月7日   |
| 2    | 悟空参上! 天竺への旅立ち 其の弐                  | 末永光代 | 前島健一       | 宮原秀二          | 小林勝利 | 2005年6月14日  |
| 3    | 悟空参上! 天竺への旅立ち 其の参                  | 末永光代 | 前島健一       | 宮原秀二          | 小林勝利 | 2005年6月21日  |
| 4    | 新たなる友 旅のはじめは大混乱 其の壱             | 末永光代 | 岡嶋国敏       | 岡嶋国敏          | 村上勉   | 2005年6月28日  |
| 5    | 新たなる友 旅のはじめは大混乱 其の弐             | 末永光代 | 岡嶋国敏       | 岡嶋国敏          | 村上勉   | 2005年7月5日   |
| 6    | 新たなる友 旅のはじめは大混乱 其の参             | 末永光代 | 岡嶋国敏       | 岡嶋国敏          | 村上勉   | 2005年7月12日  |
| 7    | 襲来! 金と銀の魔物 其の壱                        | 植田浩二 | 前島健一       | 清水明            | 松下清志 | 2005年7月19日  |
| 8    | 襲来! 金と銀の魔物 其の弐                        | 植田浩二 | 前島健一       | 清水明            | 松下清志 | 2005年7月26日  |
| 9    | 襲来! 金と銀の魔物 其の参                        | 植田浩二 | 前島健一       | 清水明            | 松下清志 | 2005年8月2日   |
| 10   | 魔界の宴 三蔵救出大作戦 其の壱                   | 植田浩二 | 前島健一       | 宮原秀二 飯泉収一 | 小林勝利 | 2005年8月9日   |
| 11   | 魔界の宴 三蔵救出大作戦 其の弐                   | 植田浩二 | 前島健一       | 宮原秀二 飯泉収一 | 小林勝利 | 2005年8月16日  |
| 12   | 魔界の宴 三蔵救出大作戦 其の参                   | 植田浩二 | 前島健一       | 宮原秀二 飯泉収一 | 小林勝利 | 2005年8月23日  |
| 13   | 艶姿三蔵 美少年コンテストは危険がいっぱい 其の壱 | 末永光代 | 前島健一       | 福本潔            | 丸英夫   | 2005年8月30日  |
| 14   | 艶姿三蔵 美少年コンテストは危険がいっぱい 其の弐 | 末永光代 | 前島健一       | 福本潔            | 丸英夫   | 2005年9月6日   |
| 15   | 艶姿三蔵 美少年コンテストは危険がいっぱい 其の参 | 末永光代 | 前島健一       | 福本潔            | 丸英夫   | 2005年9月13日  |
| 16   | 非情の業火 紅い稲妻の襲撃 其の壱                 | 植田浩二 | 小田原男       | 清水明            | 松下清志 | 2005年9月20日  |
| 17   | 非情の業火 紅い稲妻の襲撃 其の弐                 | 植田浩二 | 小田原男       | 清水明            | 松下清志 | 2005年9月27日  |
| 18   | 非情の業火 紅い稲妻の襲撃 其の参                 | 植田浩二 | 小田原男       | 清水明            | 松下清志 | 2005年10月4日  |
| 19   | 天界パニック! 愛の天使は嵐を呼ぶ 其の壱          | 植田浩二 | いわもとやすお | 飯泉収一          | 小林勝利 | 2005年10月11日 |
| 20   | 天界パニック! 愛の天使は嵐を呼ぶ 其の弐          | 植田浩二 | いわもとやすお | 飯泉収一          | 小林勝利 | 2005年10月18日 |
| 21   | 天界パニック! 愛の天使は嵐を呼ぶ 其の参          | 植田浩二 | いわもとやすお | 飯泉収一          | 小林勝利 | 2005年10月25日 |
| 22   | 灼熱の死闘! 火焔山の攻防 其の壱                  | 末永光代 | 小田原男       | 福本潔            | 三木佳人 | 2005年11月1日  |
| 23   | 灼熱の死闘! 火焔山の攻防 其の弐                  | 末永光代 | 小田原男       | 福本潔            | 三木佳人 | 2005年11月8日  |
| 24   | 灼熱の死闘! 火焔山の攻防 其の参                  | 末永光代 | 小田原男       | 福本潔            | 三木佳人 | 2005年11月15日 |
| 25   | 神仙炉大爆発!? 奇跡へのカウントダウン 其の壱     | 末永光代 | 前島健一       | 清水明            | 鈴木伸一 | 2005年11月22日 |
| 26   | 神仙炉大爆発!? 奇跡へのカウントダウン 其の弐     | 末永光代 | 前島健一       | 清水明            | 鈴木伸一 | 2005年11月29日 |
| 27   | 三蔵結婚!? サソリの毒は甘い罠                    | 末永光代 | 前島健一       | 清水明            | 鈴木伸一 | 2005年11月29日 |

## 舞台劇
2007年10月18日から21日まで品川・六行会ホールにて、『抱腹絶倒・爆笑活劇 パタリロ西遊記!』として舞台化もされた。テレビアニメ版の声優も出演しているほか、原作者の魔夜峰央も出演している。魔夜の妻である山田芳実が、ダンス・振付を担当。
キャスト
- 小山瞳（パタリロ）
- たてかべ和也（釈迦牟尼尊者）
- 肝付兼太（孔子）
- 堀内賢雄（声の出演のみ）
- 戸部公爾
- 津久井教生（羅漢）
- おぉじのりこ
- 清水スミカ（青孩児）
- 松本吉朗（猪八戒）
- 久保克夫（沙悟浄）
- 永木貴依子
- 斎藤あんり
- 徳本恭敏
- 大平隆史
- 藤田昌代
- 山田眞里江（紅孩児）
- 山田芳実（女官長）
- 魔夜峰央（特別出演）

スタッフ
- 原作：魔夜峰央
- 作・演出：☆EMI
- 舞台美術：深海十蔵
- 照明：松井裕子
- 音響：萩田勝巳
- ダンス・振付：山田芳実
- 音楽：津久井教生
- 殺陣：戸沼智貴
- 衣装：葉月まこと
- 舞台監督：齊藤崇
- 企画・制作：HCC＆オフィスRELAX、白井大介